# السمنة في اليونان

السمنة في اليونان

تعتبر السمنة في اليونان مصدر قلق صحي متزايد حيث صرح مسؤولو الصحة بأنها أحد الأسباب الرئيسية للوفيات التي يمكن الوقاية منها في اليونان.

## الحد
وفقًا لمجلة فوربس، تحتل اليونان المرتبة 16 في قائمة البلدان الأكثر بدانة لعام 2007 بنسبة 65.5 ٪ من مواطنيها ذوي الوزن غير الصحي. قد تكون هذه مفاجأة لمعظم الأفراد لأنه في الماضي كان من المعروف أن دول البحر الأبيض المتوسط مثل اليونان تعيش أسلوب حياة صحي للغاية. تم تطوير حمية البحر الأبيض المتوسط بناءً على أنماط الطعام في هذه البلدان المختلفة، واليونان هي النظام الغذائي الرئيسي. في الماضي، كان شعب اليونان يستهلك نظامًا غذائيًا يتكون أساسًا من الأسماك والفواكه والخضروات والنبيذ، مما يحد من اللحوم. كانت هذه البلدان نشطة إلى حد ما مما يساعد على الحفاظ على صحتهم.
تتحرك الدول الأوروبية اليوم بعيدًا عن أسلوب الحياة المتوسطي هذا وتتجه نحو أسلوب حياة غربي أكثر. الانغماس في الوجبات السريعة والنشاط اليومي المحدود هو السبب وراء هذه الزيادة في السمنة في اليونان. ذكر مقال من وكالة أسوشيتد برس أن معدلات السمنة في بعض الدول الأوروبية أعلى من مثيلتها في الولايات المتحدة.
أصبحت مخاوف اليونان الصحية المتزايدة المتعلقة بالسمنة مشكلة لم تكن واضحة في الماضي بسبب زيادة استهلاك الدهون العالية والسعرات الحرارية والأطعمة السريعة وانخفاض مستويات النشاط. تسبب السمنة مشاكل صحية مثل مرض السكري وأمراض القلب والأوعية الدموية. تتبنى اليونان أسلوبًا غربيًا في الأكل والابتعاد عن أنماط الحياة النشطة التي كانت في السابق.

## روابط خارجية
- المزيد من الرجال الأوروبيين يتضخمون في أخبار إن بي سي
- النظام الغذائي لمنطقة البحر الأبيض المتوسط: خطة غذائية صحية للقلب Mayo Clinic